# Savon Dzaïr

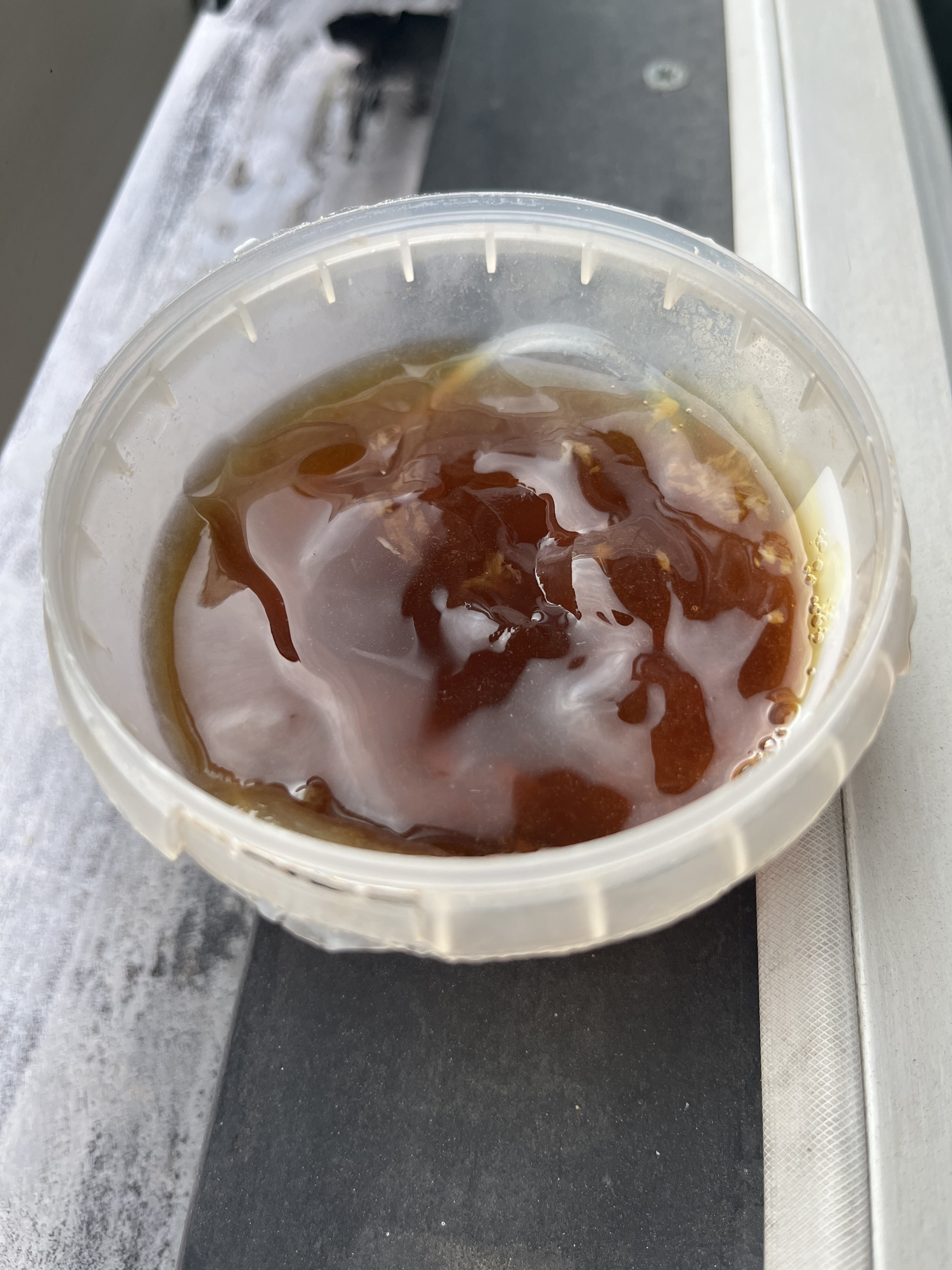
Savon Dzaïr prêt à la vente en boîte.

Le savon Dzaïr, connu localement sous le nom de « saboun Dzaïr » (صابون الدزاير, soit « savon d’Algérie »), est un savon artisanal algérien fabriqué à partir d’ingrédients tels que l’huile d’olive, des acides gras et de la potasse,,.

## Description

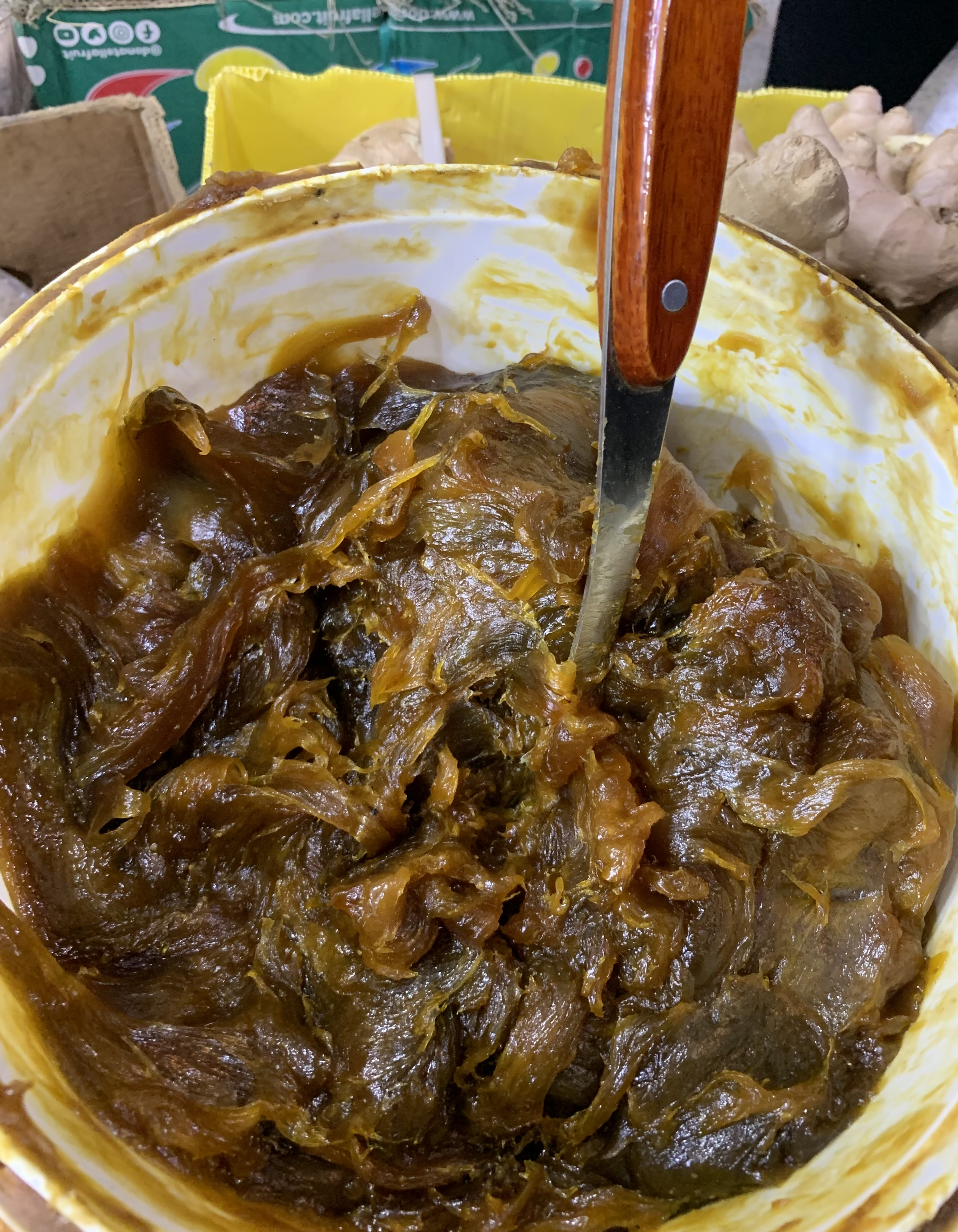
Savon Dzaïr vendu au poids dans un marché traditionnel à Chéraga, Alger.

Le savon Dzaïr se présente généralement sous des teintes brunes, parfois noires, voire jaunes selon sa composition et sa méthode de fabrication. Il se caractérise par sa viscosité et son état semi-liquide. Il est vendu au poids et souvent exposé dans de grands fûts dans les herboristeries ou les magasins de produits naturels.

## Fabrication
Les Algériens fabriquent ce savon selon des techniques artisanales ancestrales, reposant sur des procédés naturels, sans recours aux méthodes industrielles modernes,,.
Dans L’exploration scientifique de l’Algérie publiée en 1844, les auteurs détaillent l’importance culturelle et économique de la production de savon chez certaines tribus d’Algérie au début des années 1840. La saponification des huiles ne répondait pas uniquement aux besoins locaux, mais permettait aussi des exportations significatives depuis ces communautés. Parmi les tribus les plus impliquées dans cette industrie figuraient les Beni Ourlis, les Fenaïa et les Beni Abbès, chacune jouant un rôle essentiel dans la fabrication du savon.
Parmi les principaux lieux de fabrication figuraient Tifra, Tîbân, Temezgoug, Zerarka, Tir ilt Imalïoun et Aït Alloun pour les Beni Ourlis ; Tir ilt oun et Gradj pour les Fenaïa ; ainsi que de nombreux villages dans le territoire des Beni Abbès, où la production de savon était largement répandue et intégrée à la vie quotidienne. L’abondance de matières premières locales, telles que l’huile d’olive extraite dans des pressoirs communautaires et la soude obtenue à partir de cendres de myrte récoltées dans les plaines de la région, témoignait de l’autosuffisance de ces traditions savonnières.
Les dynamiques économiques étaient également notables, les prix du savon et les méthodes de fabrication variant d’un marché tribal à l’autre. Par exemple, les Fenaïa étaient connus pour incorporer de la chaux dans leur préparation, ce qui influait sur le coût et la qualité du savon. Sur leur marché, une livre de savon de seize onces se vendait à 25 centimes, illustrant l’accessibilité et l’abordabilité locale de ce produit essentiel.

## Utilisation
L’un des usages traditionnels du savon Dzaïr se trouve au hammam, où les femmes l’intègrent à leur routine de beauté. Elles appliquent le savon sur l’ensemble du corps, le laissent agir quelques minutes, puis le rincent en frottant avec un gant exfoliant localement appelé « kessa ». Ce procédé permet d’éliminer les cellules mortes, laissant la peau propre et revitalisée. Les propriétés naturelles du savon en font un incontournable dans les pratiques de beauté et d’hygiène des femmes algériennes.
Le savon Dzaïr est utilisé depuis très longtemps, y compris par les hommes dans les hammams. En 1882, Maurice Taconet raconte dans Souvenirs d’Algérie, lors d’une visite dans un hammam algérien réservé aux hommes « Deux Mozabites prennent chaque jeune homme entre leurs jambes, le couvrent de savon noir, le rincent, le frottent, le tordent, le déboîtent, lui craquent les os, lui étirent les membres qu’ils retournent, plient, replient dans tous les sens, le tout accompagné de chants de plus en plus funèbres. Ensuite, ils le passent sous un autre robinet qui rince le savon noir, puis d'autres préposés viennent l'envelopper dans des tissus doux et fins et lui façonnent un turban très artistique ».
Cette pratique dépassait les simples nécessités économiques et influençait les coutumes locales en matière d’hygiène. Il était notamment observé que les personnes aisées adoptaient des rituels rigoureux de lavage des mains au savon après les repas, traduisant une culture de propreté enracinée dans la production locale de savon.
Aujourd’hui encore, le savon Dzaïr est largement utilisé à travers tout le pays. Il est également intégré dans diverses marques commerciales et conditionné pour en faciliter l’accès aux consommateurs.